# Marie-France Roth Pasquier
Marie-France Roth Pasquier, née le 25 avril 1968 au Lac-Noir (originaire de Gruyères), est une personnalité politique suisse, membre du Centre. 
Elle est députée du canton de Fribourg au Conseil national depuis décembre 2019.

## Biographie
Née au Lac-Noir de parents restaurateurs au Pâquier, originaire de Gruyères, Marie-France Roth Pasquier grandit dans la Gruyère.
Après son école primaire à Gruyères et son école secondaire et son collège à Bulle, elle étudie les sciences politiques à l'Université de Lausanne et obtient également un diplôme postgrade en études européennes à l'Université catholique de Louvain.
Après avoir été stagiaire à la Commission européenne, elle travaille pendant huit ans comme chargée de portefeuille pour Swiss Re, à Zurich et Paris. Elle enseigne ensuite à l'école professionnelle de Bulle.
Elle est mariée à Laurent Pasquier, copropriétaire d'une entreprise de constructions, et mère de trois enfants, nés en 2003, 2004 et 2007.

## Parcours politique
Conseillère générale (législatif) de Bulle durant une législature, elle est ensuite élue au conseil communal (exécutif) de cette même ville en mars 2011. Entrée en fonction en avril de la même année, elle y est chargée des questions de la jeunesse, de l'intégration, des transports et de la régionalisation.
En 2016, elle entre au Grand Conseil du canton de Fribourg. Elle est présidente de la commission de la culture et siège dans la commission de justice. Elle démissionne de son mandat parlementaire cantonal au 31 décembre 2019.
Elle est coprésidente du PDC du canton de Fribourg depuis août 2018.
Elle crée la surprise lors des élections fédérales de 2019 en remportant un siège au Conseil national devant son colistier Bruno Boschung. Elle succède ainsi à Dominique de Buman. Elle siège au sein de la Commission de la science, de l'éducation et de la culture (CSEC). Elle est réélue en octobre 2023.